# ゲーム・BGM夜話
『ゲーム・BGM夜話』（ゲーム・ビージーエムやわ）は、ウルトラFMで2022年から放送されているラジオ番組。2023年からは全国放送となり、ミュージックバードで放送中。

## 概要
「テレビゲーム第1世代」を生きてきた放送作家の千葉健作と、ウルトラFMでパーソナリティを務める我妻司の二人が、リスナーからのメッセージや様々なゲームのBGMを紹介しながらそのゲームのエピソード等を語る。Radiotalkでは千葉、我妻による放送後記&前記が毎週公開されている。

## 出演者
メインMC
- 千葉健作
  - アシスタント・番組ディレクター・構成作家も担当[4]。
- 我妻司
  - ウルトラFMパーソナリティ[4]。

その他の出演者
- 堀江俊介
  - ウルトラFMパーソナリティ。第149回（2025年2月6日(ウルトラFM)・9日(ミュージックバード)）の放送で体調不良の我妻をサポートする形で出演[8]。

## 放送時間
- 2022年4月〜2023年3月：毎週月曜日19:30～20:00
- 2023年4月〜
  - ウルトラFM：毎週木曜日21:00～21:30（再放送：毎週月曜日13:00～13:30）
  - ミュージックバード：毎週土曜日24:30～25:00（日曜日00:30～01:00）

## ゲスト
| 回      | 放送日                                                            | ゲスト名            | 備考 |
| ------- | ----------------------------------------------------------------- | ------------------- | ---- |
| 第143回 | 2024年12月26日（ウルトラFM） 2024年12月29日（ミュージックバード） | 中潟憲雄            |      |
| 第144回 | 2025年1月2日（ウルトラFM） 2025年1月5日（ミュージックバード）     | 中潟憲雄            |      |
| 第145回 | 2025年1月9日（ウルトラFM） 2025年1月12日（ミュージックバード）    | 中潟憲雄            |      |
| 第146回 | 2025年1月16日（ウルトラFM） 2025年1月19日（ミュージックバード）   | 中潟憲雄            |      |
| 第158回 | 2025年4月10日（ウルトラFM） 2025年4月13日（ミュージックバード）   | 中潟憲雄 佐々木英州 |      |
| 第161回 | 2025年5月1日（ウルトラFM） 2025年5月4日（ミュージックバード）     | 中潟憲雄 佐々木英州 |      |